# José López Campos
José Carlos López Campos (n. 22 de marzo de 1974 en A Estrada, Galicia) es un político español del PPdeG, consejero de Cultura, Lengua e Juventud desde abril de 2024.

## Biografía
Nació en 1974 en A Estrada. Estudió Ciencias Empresariais (hasta cuarto curso) en la Universidad de Santiago de Compostela. Trabajó como directivo en Caixabank desde 1996 (en excedencia desde 2009).

## Carrera política
Inició su actividad política en 2003 como concejal en A Estrada, donde fue concejal de Industria y Comercio y teniente de alcalde. En 2009 fue diputado del Parlamento de Galicia y entre 2011 y 2015, diputado provincial; volvió a serlo desde julio de 2019. En mayo de 2011 asumió como alcalde de A Estrada, cargo que revalidó en 2015, 2019 y 2023 con mayoría absoluta.

## Consejero de Cultura, Lengua e Juventud
En abril de 2024 fue nombrado consejero de Cultura, Lengua e Juventud en el segundo gobierno de Alfonso Rueda, reemplazando a Román Rodríguez González. Entre sus retos están la promoción de la cultura gallega, la política lingüística y la ley de museos.

## Vida personal
Mide más de dos metros y fue jugador de baloncesto. En una entrevista expresó (“cierto miedo”) por dar el salto de lo local a lo autonómico, aunque destacó la experiencia positiva.